# Сапєгін Андрій Опанасович
Андрі́й Опана́сович Сапє́гин  (29 листопада (11 грудня) 1883, Вознесенськ — 8 квітня 1946) — український радянський селекціонер, академік АН УРСР (з 29 червня 1929 року), її віце-президент у 1939–1945 роках, 

## Біографія
А. О. Сапєгин народився 29 листопада (11 грудня) 1883 року у місті Вознесенську. Вчився у гімназії. В 1902-му році закінчив її із золотою медаллю.
Далі він вступив до Петербурзького лісного інституту.
У 1905 році закінчив Новоросійський університет. Працював у ньому приват-доцентом (з 1910 року) і професором (у 1917–1922 роках). В 1912—1913 роках рекував Ботанічним садом університету.
В 1910—1911 роках перебував у відрядженні в Австрії, Німеччині, Швеції.
У 1911 році захистив магістерську дисертацію, а у 1914 році в Петербурзькому університеті захистив докторську дисертацію.
Один з організаторів Одеської селекційної станції (тепер Селекційно-генетичний інститут — Національний центр насіннєзнавства та сортовивчення Української академії аграрних наук) та Одеського сільськогосподарського інституту, в яких працював у 1912–1933 роках.
Намагаючись протистояти Т. Д. Лисенку, в 1931 році був заарештований за звинуваченням у шкідництві, але невдовзі був звільнений.
У 1933–1944 роках  обіймав керівні посади в Інституті генетики АН СРСР, з 1944 року був директором Інституту ботаніки АН УРСР.
З початком німецько-радянської війни, в липні 1941 року Андрія Сапєгіна було евакуйовано з майже 400-ми академіками, членами-кореспондентами та іншими науковими працівниками Академії наук УРСР до Уфи — столиці Башкирії.
| надгробок         |
| меморіальна дошка |

Помер 8 квітня 1946 року. Похований в Києві на Байковому кладовищі (ділянка № 1).

## Наукова діяльність
Автор понад 140 наукових праць із питань флористики, цитології, генетики, селекції сільськогосподарських рослин.
Розробив теорію органогенези, застосував методу варіаційної статистики для визначення точності дослідів, вивів ряд відомих сортів озимої пшениці (Кооператорка, Земка, Степнячка), сорт ярої пшениці Одеська 4, ячмінь 32 та інше.

### Праці
- Мхи гоного Крыма. –   Одесса: Тип. Сапожникова, 1910.  –  259 с.

- Основы теории и методики селекции сельскохозяйственных растений. –  Одесса, 1913. –    90 с.

- Вариационная статистика. –  М.-Л.: Госиздат, 1929.  – 135 с.

## Нагороди
- Орден Леніна
- Звання "Заслужений діяч науки УРСР" (1943 р.).

## Вшанування пам'яті
В 1974 році, в Києві, на фасаді будинку Інституту ботаніки АН УРСР по вулиці Рєпіна (нині Терещенківська), 2, Андрію Сапєгіну встановлено бронзову меморіальну дошку (барельєф; скульптор О. О. Супрун, архітектор А. Ф. Ігнащенко).